# Kurdische Unruhen im Oktober 2014 in der Türkei
Die Kurdischen Unruhen im Oktober 2014 in der Türkei (türk. 6-7 Ekim olayları) bezeichnen einen Gewaltausbruch im Oktober 2014 in den kurdischen Gebieten der Türkei, in dessen Verlauf Dutzende Personen starben.

## Auslöser
Die kurdische Stadt Kobanê in Syrien war im Herbst 2014 vom Islamischen Staat (IS) eingekesselt und die syrisch-kurdischen Einwohner leisteten heftigen Widerstand. Hunderte freiwillige türkische Kurden wollten den Widerstand der syrischen Kurden gegen den IS unterstützen. Dies scheitere an der Weigerung der türkische Regierung einen Hilfskorridor nach Kobanê nahe der türkischen Grenze zu öffnen.
Auftakt der Ereignisse war ein Aufruf der HDP. Über Twitter ließ der Vorstand während einer Sitzung Folgendes verlauten: “Dringender Aufruf an unsere Völker […]! In Kobani ist die Lage äußerst kritisch. Wir rufen unsere Völker dazu auf, auf die Straße zu gehen und dazu diejenigen zu unterstützen, die bereits auf der Straße sind, um gegen die Angriffe des IS und gegen das Embargo der AKP-Regierung zu protestieren.”
In der Folge kam es zu Gewalt zwischen Anhängern der HdP, kurdischen Anhängern der Hüda-Par, einer Nachfolgerin der kurdischen Hizbullah, und ethnischen Türken oder vermeintlichen Anhängern des Islamischen Staats. Es kam zu Lynchmorden, Brandschatzungen und Plünderungen.

## Opferzahlen
Die Zahl der Opfer variiert je nach Bericht. In einer Bilanz der Tageszeitung Hürriyet, die einen Monat nach dem Gewaltausbruch erfolgte, wird die Zahl mit 50 Toten angegeben. Ensonhaber bezifferte zwei Jahre nach den Ereignissen die Zahl der Toten auf 31. Die meisten Toten waren zu beklagen, weil Demonstranten und Anhänger der Hüda Par mit Messern, Schusswaffen und Knüppeln aufeinander losgingen. Auch die Sicherheitskräfte setzten teilweise scharfe Munition ein.

## Ereignisse in Diyarbakır
Allein im vorwiegend kurdischen Diyarbakır wurden 12 Personen getötet. Es gab Schäden an 144 privaten Gebäuden und Arbeitsstätten, an 16 öffentlichen Gebäuden und zahlreichen Fahrzeugen. Besondere mediale Aufmerksamkeit erhielt der Lynchmord an einem 16-Jährigen und drei seiner Freunde, die man der Mitgliedschaft im Islamischen Staat verdächtigte. Die Opfer wurden bestialisch ermordet. Die Leichname wiesen zahlreiche Stich- und Schussverletzungen und Einwirkungen stumpfer Gewalt auf den Kopf auf. Man warf sie anschließend vom Balkon und überfuhr die Körper mehrmals mit dem Auto. Die Leichen verbrannten die Täter.

## Reaktionen
Die HDP kritisierte nach den Ereignissen am 9. Oktober 2014 im Anschluss an ein Gespräch mit Vizepremier Yalçın Akdoğan die Regierung, sagte aber auch, es dürfe keine Gewalt und Brandschatzungen geben. Die PKK forderte in einer Erklärung vom 8. Oktober, dass die Aktionen fortgesetzt werden sollten.
Einige Kolumnisten äußerten, man habe das wahre Gesicht der PKK gesehen. Einige vertraten die Ansicht, es sei der Versuch gewesen, den Friedensprozess zu torpedieren und ein Putsch der PKK gegen Öcalan.
Die Hüda-Par deutete die Ereignisse verschwörungstheoretisch als Gemeinschaftsprojekt der USA, FETÖ und der PKK.
Ende Oktober erlaubte die türkische Regierung auf Grund von nationalem und internationalem Druck einer Anzahl der irakisch-kurdischen Peschmerga, über türkisches Territorium nach Kobane zu kommen, um der Stadt bei der Verteidigung zu helfen.
In der Folge des Gewaltausbruchs kam es zu einer Wiederaufnahme von Gesprächen zwischen den Kurden und der türkischen Regierung.